# Escola Primária da North Corporation
A Escola Primária da North Corporation em 151 Bevington Bush, Vauxhall, Liverpool, é um edifício listado como Grau II. Foi protegido no dia 14 de Abril de 1975 e removido da lista no dia 30 de Novembro de 2001. Depois, foi demolido.